# Tonsilla tubaria
Die Tonsilla tubaria (Tubenmandel) ist eine Ansammlung von lymphatischem Gewebe in Form einer Tonsille an der Mündung der Eustachi’schen Röhre (Tuba auditiva, Ohr-Trompete) in der lateralen Wand des Nasenrachenraums (Nasopharynx) und gehört zum lymphatischen Rachenring. Sie wird häufig auch unpräzise als Torus tubarius bezeichnet, eine Schleimhautfalte, die über der Mündung der Eustachi’schen Röhre durch den Tubenknorpel aufgeworfen wird. Die Tonsilla tubaria kommt beim Menschen und bei Paarhufern (z. B. Rind, Schaf, Ziege, Schwein) vor, bei vielen anderen Säugetieren ist sie nicht ausgebildet.
Bei einer Vergrößerung dieser Mandel kann es zum Zuschwellen der Eustachi’schen Röhre kommen, wodurch der Druckausgleich zwischen Außenwelt und Mittelohr nicht mehr gewährleistet ist. Folgen sind ein Druckgefühl auf dem Ohr und eine als Schallleitungsstörung einzuordnende Schwerhörigkeit.